# Репрографія
Репрогра́фія — відтворення креслень на різних креслярських основах шляхом їхнього репродукування різними методами, включаючи діазотипію, електрографію, фотографію і т. д.
Репрографія отримала широке застосування у вигляді ксерокопіювання. Репрографію застосовують для вирішення науково-технічних завдань, зокрема для зберігання, пошуку і розповсюдження інформаційних документів.
Репрографічні методи дозволяють отримати копію  зображення, відповідне оригіналу з вигляду, форми і змісту. Вибір засобів розмноження документів . Визначається тим, якої якості необхідно отримати копію, величиною тиражу, типом оригіналу і іншими факторами. 
Репрографія - область науки і техніки, що охоплює сукупність способів, процесів і засобів відтворення зображень оригіналів з метою отримання копій без використання складальних друкарських форм і заснована на застосуванні носіїв, що змінюють фізико-хімічні властивості під дією випромінювання .
До репрографії відносять фотографування, світлокопіювання, мікрофільмування, термокопіювания, електрофотографії і інші.
1) електрофотографія - спосіб репрографії з використанням носіїв, електричні властивості яких змінюються під дією випромінювання;
2) діазографія - спосіб репрографії з використанням діазоносітелей, чутливих до випромінювання ультрафіолетової області спектра;
3) термографія - спосіб репрографії, що використовує носії, які змінюють властивості під дією теплового випромінювання;
4) фотографічне копіювання - спосіб репрографії, що використовує  носії, чутливі до випромінювання видимої області спектра;
5) гектографічий друк - спосіб репрографії, що використовує друковану форму з метою передачі барвника на сенсорну поверхню, зволожену рідиною, розчинюючої барвник;
6) трафаретний друк - спосіб репрографії, що використовує друковану форму з метою нанесення барвника на сенсорну поверхню крізь отвори в цій формі.

Репрографія отримала широке застосування в вигляді ксерокопії . Репрографія застосовують для вирішення науково-технічних завдань, зокрема для зберігання, пошуку, і поширення інформаційних документів.
Основні напрямки  репрографії: розробка, дослідження та експлуатація комп’ютеризованих технологічних процесів, автоматизованих систем обробки текстової і ілюстраційної інформації, проектування репроцентрів, цехів і дільниць видавничо- поліграфічних виробництв, їхніх обчислювальних мереж та програмного забезпечення; матеріалознавчі дослідження для прикладного забезпечення автоматизованих редакційно-видавничих та процесів поліграфічного виробництва; розробка комп’ютеризованих технологій виготовлення друкованих, електронних, мультимедійних видань, систем штучного інтелекту.